# Vulnerabilitat sísmica

L'últim dia de Pompeya.

La vulnerabilitat sísmica d'una edificació és una magnitud (donada per un conjunt de paràmetres) capaç de predir el tipus de dany estructural, la manera de fallada i la capacitat resistent d'una estructura sota unes condicions probables de sisme.
La vulnerabilitat sísmica quantifica el risc hagut d'únicament a les característiques de l'estructura. Tant la vulnerabilitat sísmica d'una estructura, com el perill sísmic associat al seu emplaçament, així com el dany sísmic potencial, contribueixen a quantificar el risc sísmic associat a un conjunt.
El perill sísmic és la magnitud que quantifica el risc a causa de la zona geogràfica sobre la qual s'emplaça l'estructura. D'aquesta manera, dos edificis idèntics en les seves característiques físiques presentaran una vulnerabilitat sísmica equivalent, però un perill sísmic que dependrà d'acord amb el lloc de l'emplaçament.
La vulnerabilitat sísmica és l'àrea de treball de l'enginyeria antisísmica amb l'objectiu de reduir la vulnerabilitat sísmica tenint en compte els costos i els principis de l'enginyeria estructural.